# Neoraputia trifoliata
Neoraputia trifoliata là một loài thực vật có hoa trong họ Cửu lý hương. Loài này được (Engl.) Emmerich mô tả khoa học đầu tiên năm 1978.